# FK Bodø/Glimt
Maillots
Actualités
Le FK Bodø/Glimt est un club norvégien de football basé à Bodø.

## Historique
Le club est fondé en 1916 sous le nom de Fotballklubben Glimt. Les équipes septentrionales du pays ayant dû attendre 1963 pour être autorisées à disputer la Coupe de Norvège, Glimt ne remporte cette compétition pour la première fois qu'en 1975, grâce à une victoire 2–0 contre Vard Haugesund.
En 1976, Bodø/Glimt est la première formation du Nord de la Norvège à monter en première division : elle termine directement vice-champion et fait dans la foulée ses débuts sur la scène continentale, participant à la C2. Après quatre années parmi l'élite, Glimt est relégué en 1980 puis chute même en troisième division.
Ce n'est qu'en 1992 que l'entité qui s'est renommée FK Bodø-Glimt retrouve le plus haut niveau national. La saison suivante, une deuxième coupe de Norvège vient garnir son palmarès, la Horde Jaune battant Strømsgodset IF deux buts à zéro en finale. En championnat, elle termine deux nouvelles fois vice-championne.
Au début du XXIe siècle, Glimt va enchaîner relégations (2005, 2009, 2016) et promotions (2007, 2013, 2017) puis devenir vice-champion pour la quatrième fois de son histoire avant d'enfin remporter en 2020 son premier titre national, parvenant même à conserver celui-ci en 2021. 

## Bilan sportif

### Palmarès
- Championnat de Norvège (4)
  - Champion : 2020, 2021, 2023 et 2024
  - Vice-champion : 1977, 1993, 2003, 2019 et 2022

- Coupe de Norvège (2)
  - Vainqueur : 1975, 1993
  - Finaliste : 1977, 1996, 2003, 2022 et 2023

### Bilan européen

#### Bilan
| Compétition              | P  | M  | V  | N  | D  | BP  | BC  | Diff. |
| ------------------------ | -- | -- | -- | -- | -- | --- | --- | ----- |
| Ligue des champions (C1) | 3  | 16 | 9  | 1  | 6  | 36  | 19  | +17   |
| Coupe des coupes (C2)    | 3  | 10 | 3  | 1  | 6  | 14  | 16  | -2    |
| Ligue Europa (C3)        | 6  | 37 | 15 | 5  | 17 | 61  | 59  | +2    |
| Ligue Conférence (C4)    | 3  | 34 | 19 | 9  | 6  | 69  | 37  | +32   |
| Total                    | 15 | 97 | 46 | 16 | 35 | 180 | 130 | +50   |

#### Résultats
Légende
- Victoire ou qualification pour le tour suivant.
- Match nul.
- Défaite ou élimination de la compétition.

Note : dans les résultats ci-dessous, le score du club est toujours donné en premier.
| Saison    | Compétition             | Tour                | Club                     | Domicile | Extérieur | Total             |
| --------- | ----------------------- | ------------------- | ------------------------ | -------- | --------- | ----------------- |
| 1976-1977 | Coupe des coupes        | Seizièmes de finale | SSC Naples               | 0 - 1    | 0 - 2     | 0 - 3             |
| 1978-1979 | Coupe des coupes        | Seizièmes de finale | Union Luxembourg         | 4 - 1    | 0 - 1     | 4 - 2             |
| 1978-1979 | Coupe des coupes        | Huitièmes de finale | Inter Milan              | 0 - 5    | 1 - 2     | 1 - 7             |
| 1994-1995 | Coupe des coupes        | Tour préliminaire   | Olimpija Riga            | 6 - 0    | 0 - 0     | 6 - 0             |
| 1994-1995 | Coupe des coupes        | Seizièmes de finale | Sampdoria de Gênes       | 3 - 2    | 0 - 2     | 3 - 4             |
| 1996-1997 | Coupe UEFA              | Deuxième tour Q     | Beitar Jérusalem         | 2 - 1    | 5 - 1     | 7 - 2             |
| 1996-1997 | Coupe UEFA              | 32es de finale      | Trabzonspor              | 1 - 2    | 1 - 4     | 2 - 5             |
| 1999-2000 | Coupe UEFA              | Tour préliminaire   | FC Vaduz                 | 1 - 0    | 2 - 1     | 3 - 1             |
| 1999-2000 | Coupe UEFA              | 64es de finale      | Werder Brême             | 0 - 5    | 1 - 1     | 1 - 6             |
| 2004-2005 | Coupe UEFA              | Deuxième tour Q     | Levadia Tallinn          | 2 - 1    | 1 - 2 ap  | 3 - 3 (8 - 7 tab) |
| 2004-2005 | Coupe UEFA              | Premier tour        | Beşiktaş JK              | 1 - 1    | 0 - 1     | 1 - 2             |
| 2020-2021 | Ligue Europa            | Premier tour Q      | Kauno Žalgiris           | 6 - 1    | N/A       | 6 - 1             |
| 2020-2021 | Ligue Europa            | Deuxième tour Q     | Žalgiris Vilnius         | 3 - 1    | N/A       | 3 - 1             |
| 2020-2021 | Ligue Europa            | Troisième tour Q    | AC Milan                 | N/A      | 2 - 3     | 2 - 3             |
| 2021-2022 | Ligue des champions     | Premier tour Q      | Legia Varsovie           | 2 - 3    | 0 - 2     | 2 - 5             |
| 2021-2022 | Ligue Europa Conférence | Deuxième tour Q     | Valur Reykjavik          | 3 - 0    | 3 - 0     | 6 - 0             |
| 2021-2022 | Ligue Europa Conférence | Troisième tour Q    | FC Pristina              | 2 - 0    | 1 - 2     | 3 - 2             |
| 2021-2022 | Ligue Europa Conférence | Barrages Q          | Žalgiris Vilnius         | 1 - 0    | 2 - 2     | 3 - 2             |
| 2021-2022 | Ligue Europa Conférence | Groupe C            | AS Rome                  | 6 - 1    | 2 - 2     | Deuxième          |
| 2021-2022 | Ligue Europa Conférence | Groupe C            | Zorya Louhansk           | 3 - 1    | 1 - 1     | Deuxième          |
| 2021-2022 | Ligue Europa Conférence | Groupe C            | CSKA Sofia               | 2 - 0    | 0 - 0     | Deuxième          |
| 2021-2022 | Ligue Europa Conférence | Barrages            | Celtic FC                | 2 - 0    | 3 - 1     | 5 - 1             |
| 2021-2022 | Ligue Europa Conférence | Huitièmes de finale | AZ Alkmaar               | 2 - 1    | 2 - 2 ap  | 4 - 3             |
| 2021-2022 | Ligue Europa Conférence | Quarts de finale    | AS Rome                  | 2 - 1    | 0 - 4     | 2 - 5             |
| 2022-2023 | Ligue des champions     | Premier tour Q      | KÍ Klaksvík              | 3 - 0    | 1 - 3     | 4 - 3             |
| 2022-2023 | Ligue des champions     | Deuxième tour Q     | Linfield FC              | 8 - 0    | 0 - 1     | 8 - 1             |
| 2022-2023 | Ligue des champions     | Troisième tour Q    | Žalgiris Vilnius         | 5 - 0    | 1 - 1     | 6 - 1             |
| 2022-2023 | Ligue des champions     | Barrages Q          | Dinamo Zagreb            | 1 - 0    | 1 - 4 ap  | 2 - 4             |
| 2022-2023 | Ligue Europa            | Groupe A            | Arsenal FC               | 0 - 1    | 0 - 3     | Troisième         |
| 2022-2023 | Ligue Europa            | Groupe A            | PSV Eindhoven            | 1 - 2    | 1 - 1     | Troisième         |
| 2022-2023 | Ligue Europa            | Groupe A            | FC Zurich                | 2 - 1    | 1 - 2     | Troisième         |
| 2022-2023 | Ligue Europa Conférence | Barrages            | Lech Poznań              | 0 - 0    | 0 - 1     | 0 - 1             |
| 2023-2024 | Ligue Europa Conférence | Deuxième tour Q     | Bohemians 1905           | 3 - 0    | 4 - 2     | 7 - 2             |
| 2023-2024 | Ligue Europa Conférence | Troisième tour Q    | FC Pyunik                | 3 - 0    | 3 - 0     | 6 - 0             |
| 2023-2024 | Ligue Europa Conférence | Barrages Q          | Sepsi Sfântu Gheorghe    | 3 - 2 ap | 2 - 2     | 5 - 4             |
| 2023-2024 | Ligue Europa Conférence | Groupe D            | Club Bruges              | 0 - 1    | 1 - 3     | Deuxième          |
| 2023-2024 | Ligue Europa Conférence | Groupe D            | Beşiktaş JK              | 3 - 1    | 2 - 1     | Deuxième          |
| 2023-2024 | Ligue Europa Conférence | Groupe D            | FC Lugano                | 5 - 2    | 0 - 0     | Deuxième          |
| 2023-2024 | Ligue Europa Conférence | Barrages            | Ajax Amsterdam           | 1 - 2 ap | 2 - 2     | 3 - 4             |
| 2024-2025 | Ligue des champions     | Deuxième tour Q     | FK RFS                   | 4 - 0    | 3 - 1     | 7 - 1             |
| 2024-2025 | Ligue des champions     | Troisième tour Q    | Jagiellonia Białystok    | 4 - 1    | 1 - 0     | 5 - 1             |
| 2024-2025 | Ligue des champions     | Barrages Q          | Étoile rouge de Belgrade | 2 - 1    | 0 - 2     | 2 - 3             |
| 2024-2025 | Ligue Europa            | Phase de ligue      | FC Porto                 | 3 - 2    | N/A       | 9e                |
| 2024-2025 | Ligue Europa            | Phase de ligue      | Union saint-gilloise     | N/A      | 0 - 0     | 9e                |
| 2024-2025 | Ligue Europa            | Phase de ligue      | SC Braga                 | N/A      | 2 - 1     | 9e                |
| 2024-2025 | Ligue Europa            | Phase de ligue      | Qarabağ FK               | 1 - 2    | N/A       | 9e                |
| 2024-2025 | Ligue Europa            | Phase de ligue      | Manchester United        | N/A      | 2 - 3     | 9e                |
| 2024-2025 | Ligue Europa            | Phase de ligue      | Beşiktaş JK              | 2 - 1    | N/A       | 9e                |
| 2024-2025 | Ligue Europa            | Phase de ligue      | Maccabi Tel-Aviv         | 3 - 1    | N/A       | 9e                |
| 2024-2025 | Ligue Europa            | Phase de ligue      | OGC Nice                 | N/A      | 1 - 1     | 9e                |
| 2024-2025 | Ligue Europa            | Barrages            | FC Twente                | 5 - 2 ap | 1 - 2     | 6 - 4             |
| 2024-2025 | Ligue Europa            | Huitièmes de finale | Olympiakós               | 3 - 0    | 1 - 2     | 4 - 2             |
| 2024-2025 | Ligue Europa            | Quarts de finale    | SS Lazio                 | 2 - 0    | 1 - 3 ap  | 3 - 3 (3 - 2 tab) |
| 2024-2025 | Ligue Europa            | Demi-finales        | Tottenham Hotspur        | 0 - 2    | 1 - 3     | 1 - 5             |
| 2025-2026 | Ligue des champions     | Barrages Q          | Sturm Graz               | 5 - 0    | -         | -                 |

## Personnalités du club

### Anciens joueurs
- Pavel Londak
- Dane Richards
- Zarek Valentin
- Anders Konradsen
- Mounir Hamoud
- Victor Boniface

### Effectif professionnel actuel
Le premier tableau liste l'effectif professionnel de Bodø/Glimt pour la saison 2025. Le second recense les prêts effectués par le club lors de cette même saison.
En grisé, les sélections de joueurs internationaux chez les jeunes mais n'ayant jamais été appelés aux échelons supérieurs une fois l'âge-limite dépassé ou les joueurs ayant pris leur retraite internationale.